# Mesoprionus batelkai
Mesoprionus batelkai là một loài bọ cánh cứng trong họ Cerambycidae.